# Heusnerviertel

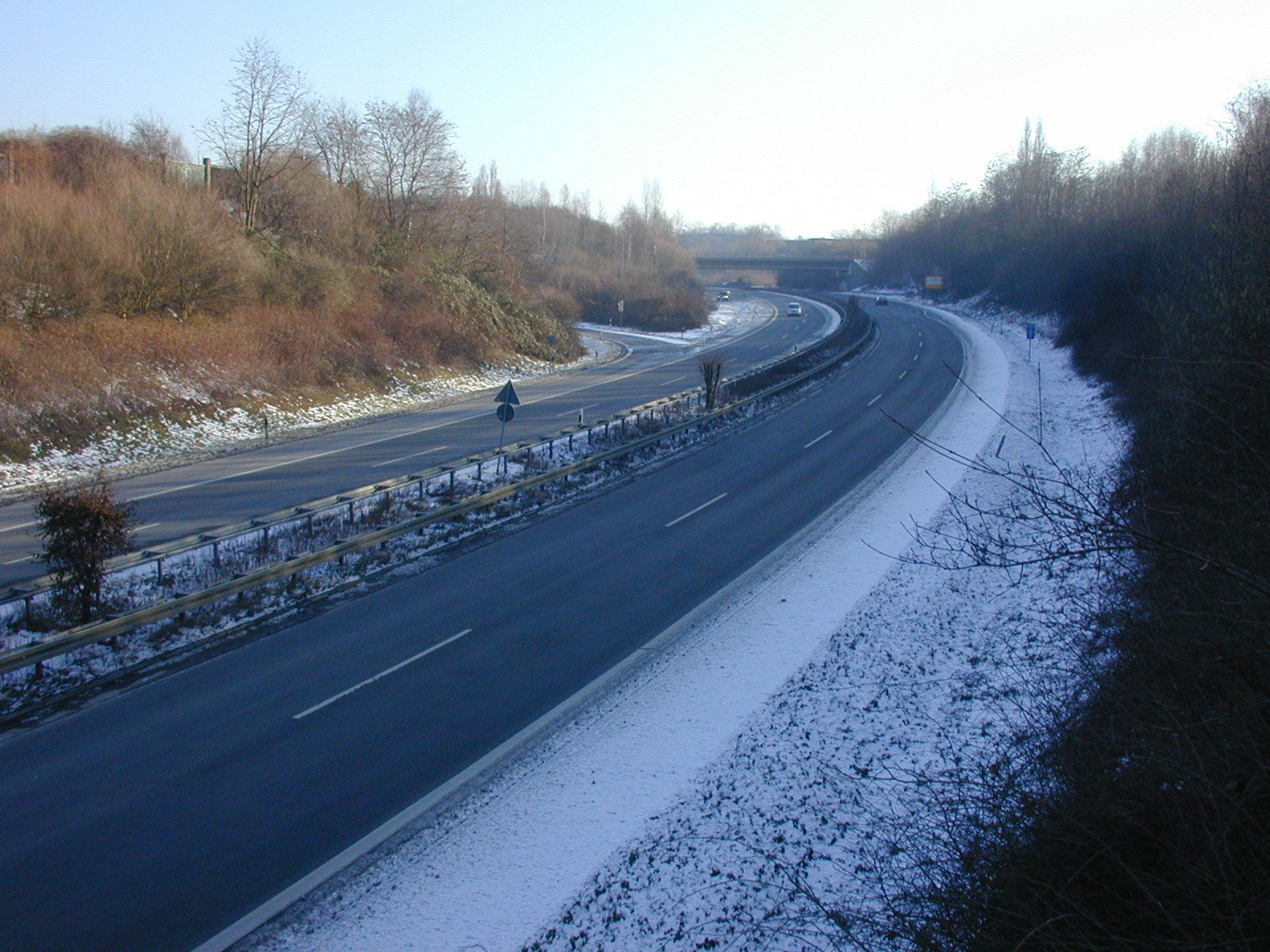
Bochumer Ring in Richtung des Heusnerviertel (2006)

Das Heusnerviertel war ein Wohnquartier im Bochum. Bekannt wurde es, als hier in den 1980er Jahren 150 Wohnungen in 40 Häusern besetzt wurden. Das Viertel wurde für den Bau des Westteils der Bochumer Stadtautobahn abgerissen.

## Geschichte

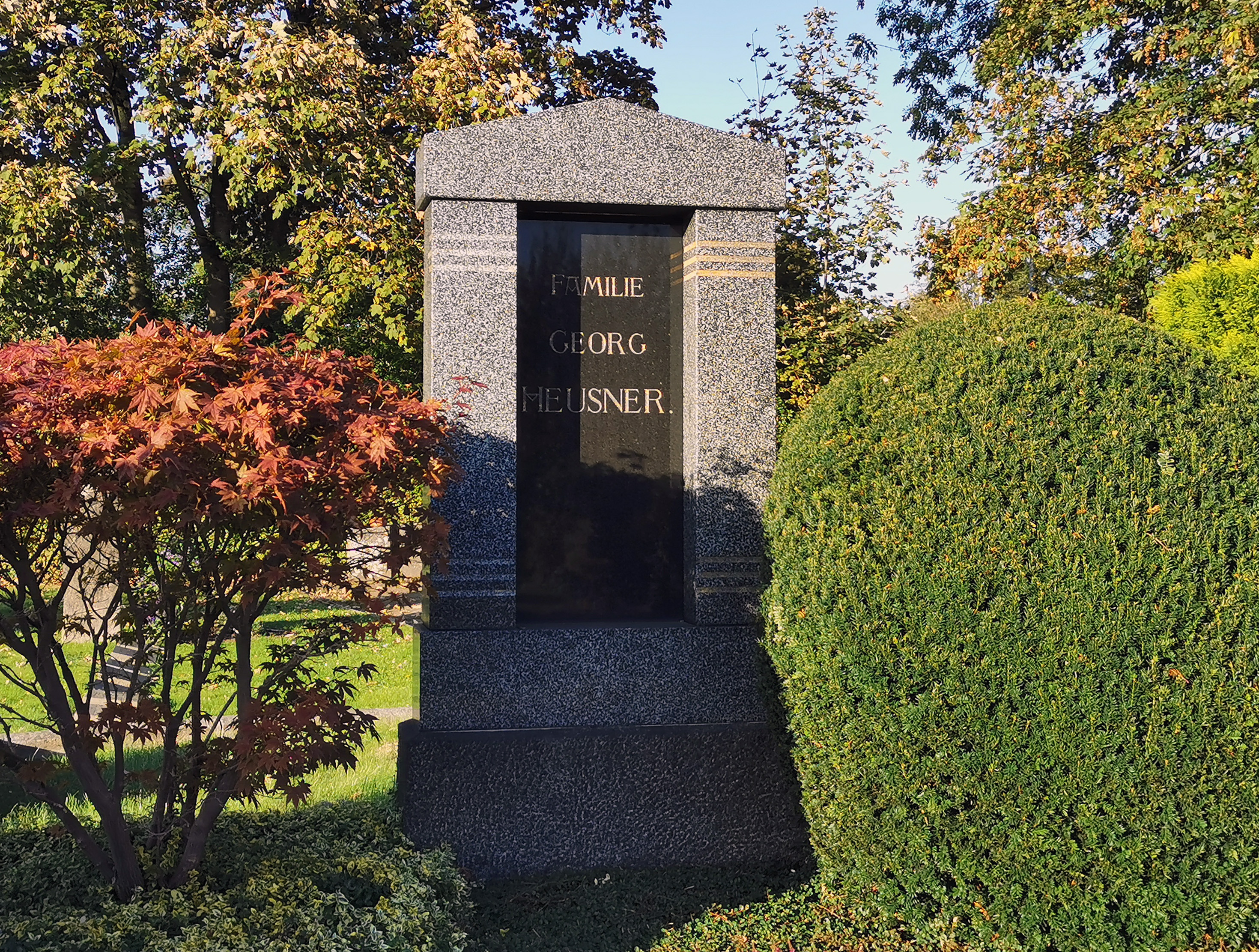
Grab der Familie Georg Heusner, Gründer des Viertels

Zu Beginn der 1920er-Jahre erbaute im nördlichen Teil der damals noch selbstständigen Gemeinde Weitmar Georg Heusner ein neues Wohnviertel. Die Georgstraße, welche später zur Heusnerstraße umbenannt wurde, ist nach dem Erbauer benannt. Es wurden auch eine evangelische und katholische Schule erbaut, sowie ein evangelischer Friedhof angelegt. Die Gruft der Erbauerfamilie ist auf diesem Friedhof. Das Viertel lag fast komplett eingekreist von der Montanindustrie, zwischen der Zeche Engelsburg, den Westfälischen Stahlwerken, der chemischen Fabrik von Lüttgen und dem Rangierbahnhof Bochum Süd, sowie später der Oberen Stahlindustrie des Bochumer Vereins. Ein Sportplatz und Schrebergärten kamen in den späten 1920er dazu.
In den 1970ern überließ die Stadt Bochum zahlreiche Häuser im Heusnerviertel, die auf der geplanten Trasse des Bochumer Rings standen, Studenten zur vorübergehenden Nutzung. Damit sollte der damals herrschende Mangel an Studentenwohnungen gemildert werden. Als in den 1980er Jahren die Häuser dann wegen des Weiterbaus der Umgehungsstraße abgerissen werden sollten, erfolgte hier eine der größten Hausbesetzungen Deutschlands. Die Räumung erfolgte im November 1986. Danach wurden 40 Häuser mit ca. 150 Wohnungen abgerissen. Auch Teile der Schrebergärten sowie die evangelische Schule wurden für den Bau der Westtangente, die mit Donezk-Ring benannt wurde, abgerissen. Teile der Kohlenstraße wurden umgelegt.

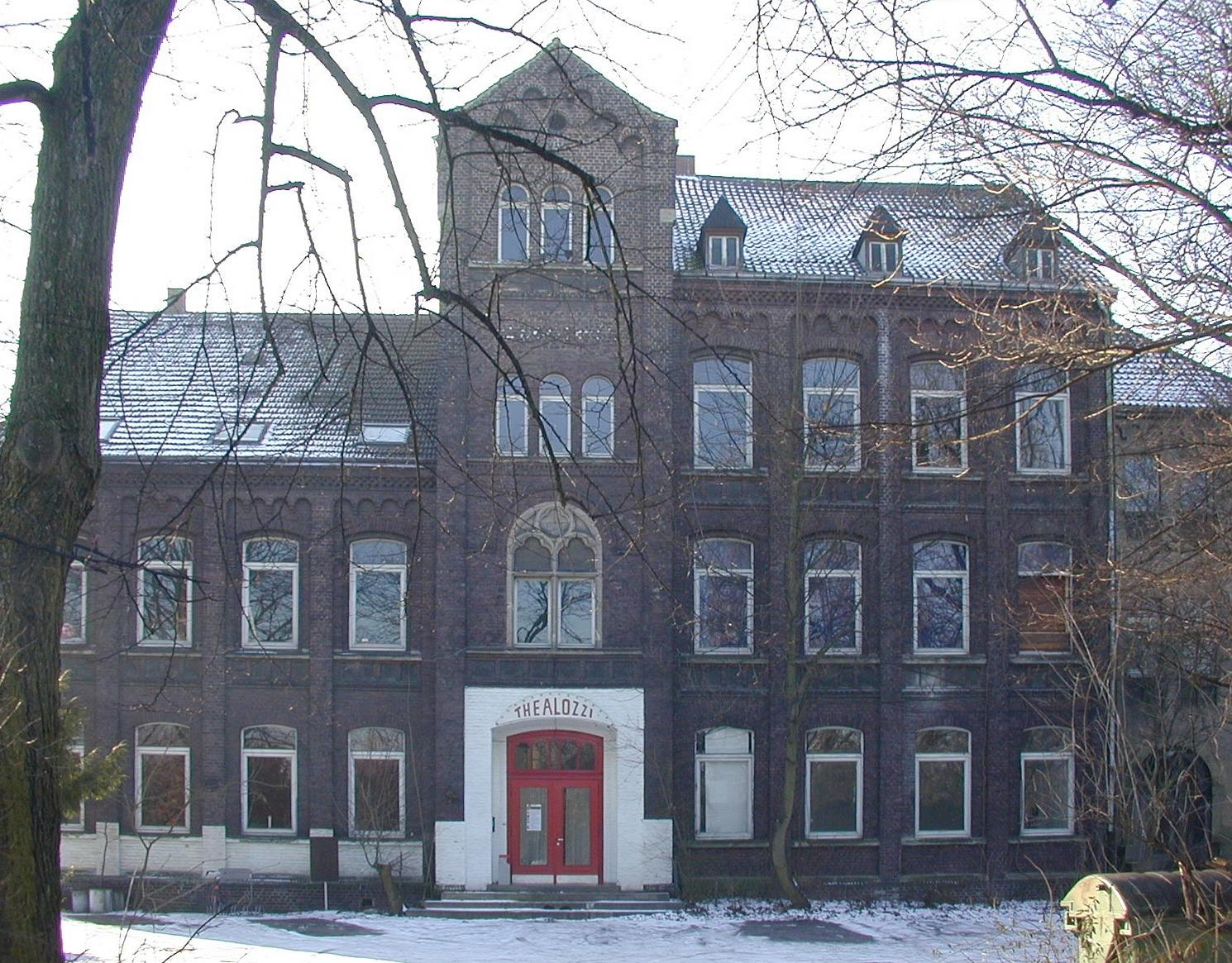
Thealozzi, Kulturzentrum des Bochumer Heusnerviertels

Die ehemalige katholische Schule diente seit der Besetzung als Kulturzentrum, sie blieb erhalten. Das 1982 entstandene Kulturzentrum Thealozzi wird bis heute genutzt. Fast keine der ehemaligen Hausbesetzer leben noch heute im Umkreis des Viertels. 